# 北見トンネル
北見トンネル（きたみトンネル）は北海道北見市にある北海道旅客鉄道（JR北海道）石北本線の鉄道トンネルであり、
北見駅と西北見駅の間に位置している。

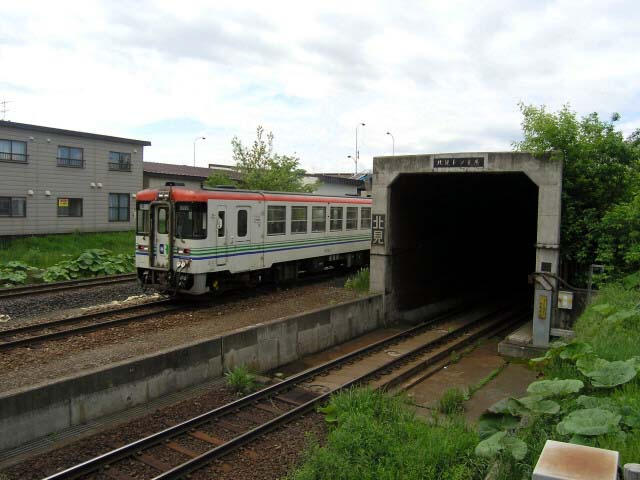
北見駅側（2004年6月）
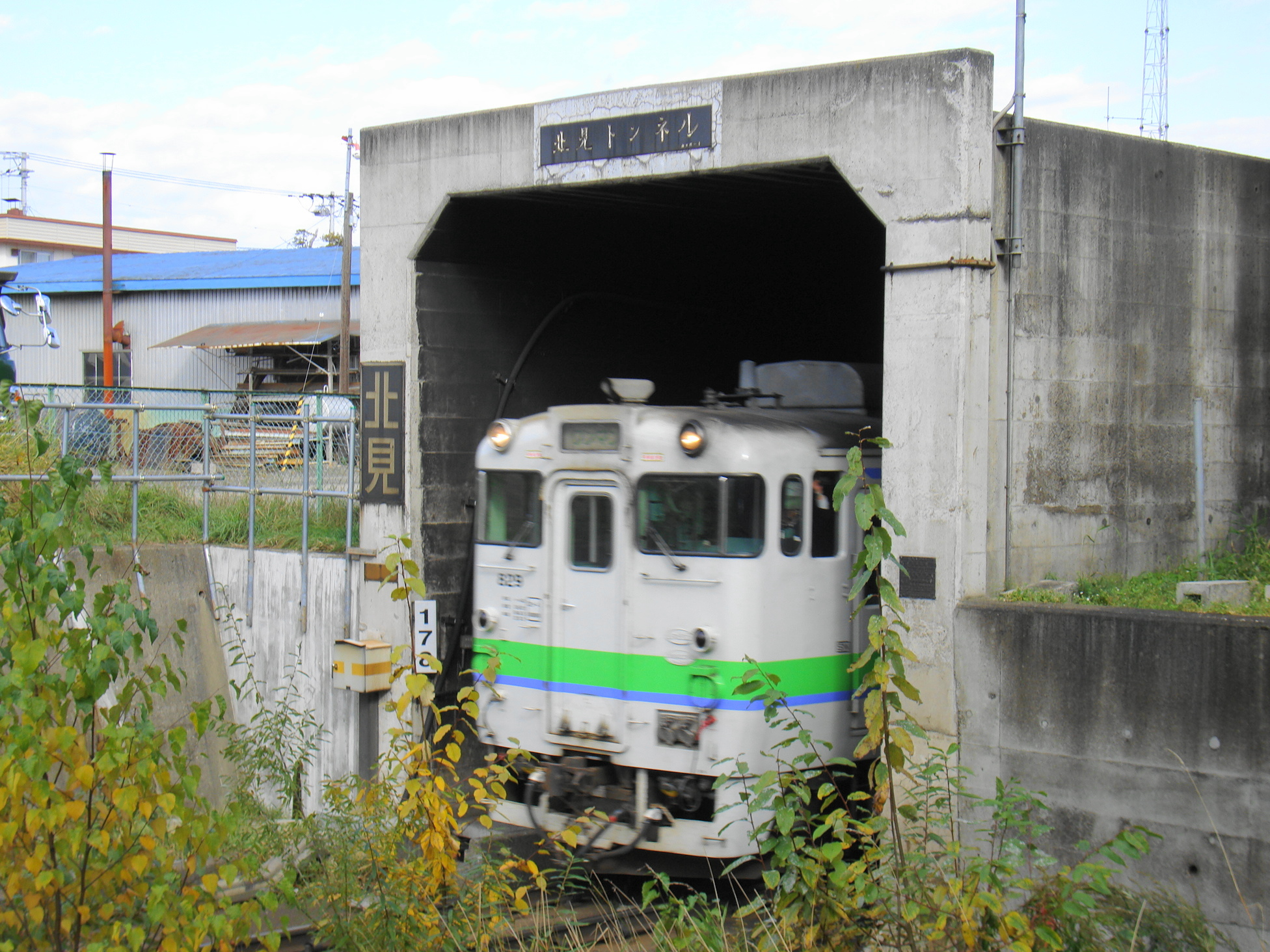
西北見駅側（2009年10月）

## 概要
1959年に北見市内の石北本線の立体化構想が立案され、石北本線と国道道路の区画上鉄道の高架化が困難であったことから、地下化が選択された。北見駅池北線分岐点付近から北進町までの間で、単線型鉄筋コンクリート箱型断面によるトンネル部が1320m、出入口シェルター部分が780m、合計2100mとなるトンネルが建設された。これは、地下化連続立体交差としては日本初のことであり、かつ市街地における日本最北の地下鉄道トンネルとなった。
地下化事業は北海道網走土木現業所によって1973年2月に着工され総事業費50億円を費やし、1977年9月18日に7時55分の小樽行き普通列車を最後に地上線を閉鎖し正午過ぎまでに切り替え作業を行い、12時10分北進町側入り口にてテープカットを行い12時17分の網走行き特急オホーツクを1番列車に運用を開始した。